# Elfhild
Elfhild is een personage uit de werken over de fictieve wereld "Midden-aarde" van schrijver J.R.R. Tolkien.
Elfhild was een Vrouwe van Rohan en de echtgenote van Koning Théoden. Ze stierf bij de geboorte van haar enig kind Théodred in het jaar 2978 van de Derde Era.